# 間瀬翔太
間瀬 翔太（ませ しょうた、1986年4月27日 - ）は、日本の元アイドル・俳優。ホラー映画を中心に活躍。
北海道出身。数々の著名人、芸能人、スタッフから「間瀬くん」の愛称で親しまれている。芸能人としては初となる10万人に1人の難病「脳動静脈奇形」に罹病した難病インフルエンサーとしても活躍中。
17歳の頃に代々木公園でスカウトされ、アイドルグループ「BLIZZARD」（ブリザド）のメインボーカルとしてデビュー。解散後は俳優として『龍が如く6』『愛なき森で叫べ』『妖ばなし』『現代怪奇百物語』などに出演。主に悪役がメイン。また、2018年には新曲「Butterfly Effect」がテレビドラマ『家政婦は見た!』のエンディングテーマに起用された。
2019年には10万人に1人の難病である脳動静脈奇形を発症したことを公表した。現在は指定難病に登録してもらうべく署名活動を行っている（2022年3月3日現在、34000人が署名。）

## 人物
- 身長:164cm（自称168cm）、体重:65kg、足のサイズ:24.0cm。
- 4オクターブの声域（デビュー時）。
- 北海道夕張市出身
- 世田谷区立池尻保育園、池尻小学校、池尻中学校卒業。幼少期から成人までを三宿で過ごす。
- 過去に暴走族だった事がTBSの「爆報theフライデー」内にて公表される。
- 10万人に1人の難病「脳動静脈奇形」に罹患。
- 星のカービィと誕生日が同じ
- 特技：声マネ、即興なぞかけ、即興ラップ。
- アイドルユニット、BLIZZARD（ブリザド）の元メインボーカル（2006年解散）[1]。
- ヘタレント（へたれ＋タレント）。
- 難病インフルエンサー
- テーマカラーはピンク（衣装などはピンク色が多い）。
- トークライブでは共演者から「バカの天才」と呼ばれる。
- 病院で名前のふりがなを書いた際、乱筆のあまり、「しょうた」を「はうた」と誤読される
- 准看護師

。

## 来歴
- 2004年
  - 17歳の時、代々木公園でストリートダンスをしていた所をスカウトされ、同年の第17回ジュノン・スーパーボーイ・コンテストに出場。
  - 11月、所属するアイドルユニット"BLIZZARD（ブリザド）"の初ライブを行う。
- 2005年、川崎CLUB CITTA'にて所属事務所主催のライブにオープニングアクト出演。
- 2006年6月、「Fate of blizzard」でCDデビュー（後に事務所を移籍）。
- 2009年3月、YVEの楽曲No wayのPVにダンサーとして出演。
- 2011年8月、知多半島映画祭で自身が主役を務めた映画「SPLASH」が入賞。同時に楽曲やPVを配信する。
- 2012年
  - 2月、バラエティ番組「がむしゃらッ!!」のメインMCに抜擢される。
  - 11月、西東京市民映画祭にて自身が準主役を務めた映画「CHRONO」がシネマ倶楽部特別賞を受賞、俳優賞にもノミネートされる。
- 2013年11月、山形国際ムービーフェスティバル2013にて「CHRONO」が村川透監督賞を受賞。
- 2014年7月、Wallop TV特番「ごちゃ×2 EGG$」のMCに抜擢される。
- 2015年4月、人生初の声優オーディションを通過し声優デビューを果たす。
- 2016年
  - 6月、龍が如く6ホスト看板モデルオーディションにてモデルデビュー。
  - 9月、間瀬翔太名義では初となるソロ楽曲「Shiny Ray」をリリース（iTunes レコチョク 他）。
- 2017年6月、「妖ばなし」にてドラマ初出演。
- 2018年、オリジナルソング「Butterfly Effect」が「家政婦は見た!」のエンディングテーマとして起用される。
- 2019年
  - 7月、芸能人としては初となる10万人に1人の難病「脳動静脈奇形」に罹患。このことはアメーバブログにて爆発的ニュースとなり、間瀬のブログは「80年代 俳優部門」で長期間1位を獲り続けた。また、難病やリハビリの詳細をブログに書き続けたことが全国ニュースとなり難病インフルエンサーとして有名になる。
  - 11月、園子温監督作品「愛なき森で叫べ」にサブロー役で出演。
- 2020年
  - 1月、配信アプリ「Pococha」でライブ配信を始め、2ヶ月でSランク（最上位ランク）を獲得する。
  - 6月22日、フジテレビの「ノンストップ!」内で俳優の清原翔、そして世界中の脳出血患者にエールを送る。
- 2021年2月20日、テレビ東京の「生きるを伝える」内にて脳動静脈奇形の後遺症でてんかんと記憶障害がある事を公表。その後、自身を世界一元気な障害者と話している。
- 2022年8月15日、「脳動静脈奇形」にまつわる自叙伝ツヨサノートが文芸社より発売が決まり、クラウドファンディングや予約等による発売前重版も発表。後に二度重版された。
- 2023年4月、「看護学校」に入学。9月17日、X (旧Twitter)内で自身のニュースがトレンドに入る。 https://encount.press/archives/514918/ 9月29日、InstagramとThreadsに難病インフルエンサーとして公式マークが付与された。
- 2024年12月25日「GLAY」30周年記念のスペシャルドラマ「SO FAR~reach your star”HOWEVER”~」に梶大輔役で出演。
- 2025年4月准看護師の資格を取得

## 出演

### 映画
- GLAY30周年記念スペシャルドラマ「SO FAR~reach your star”HOWEVER”~」-梶大輔 役
- 「愛なき森で叫べ」 - サブロー 役
- 「カルマカルト」 - 宮代俊介 役
- 「THE HORROR VIDEO」 - 木崎拓郎 役（主演）
- 「ケッペキ探偵とマトリの女」
- 「ゲットリベンジ」 - カトウ 役（準主役）
- 「SPLASH」 - ハンター 役（主演） ※知多半島映画祭入賞[3]
- 「CHRONO」 - キリシマ 役（準主役） ※西東京市民映画祭-シネマ倶楽部特別賞受賞 演技賞ノミネート）（山形国際ムービーフェスティバル-村川透監督賞受賞）[4]
- 「女神戦隊ヴィーナスファイブ」 - 池永翔 役
- 「TOKYO TRIBE」
- 「新宿スワン」
- 「ラブ&ピース」
- 「激写！カジレナ熱愛中！」
- 「Night of Crisis」 - 主演（新宿アクション映画祭ノミネート）
- 「バックダンサーズ」
- ショートムービー「PLAYER」 - 主人公 役
- 心霊曼邪羅VR 愛人形～LoveReplica～
- 「鎮魂歌〜たましずめのうた〜」[5]

### オリジナルビデオ
- 「珈琲探偵~謎と角砂糖~」（2017年、スパイスビジュアル、監督：永田佳大） - 森田大悟 役
- 「凸撃!! 心霊調査隊 カチコミ 再恐改編集」（2018年5月2日発売、ラミアクリエイト） - 間瀬翔太 役

### テレビドラマ
- 「えにしの記憶-シーズン3」（TOKYO MX2）
- 「プラトニック」（NHK-BS）
- 「妖ばなし」（TOKYO MX2）
  - 『濡女編』 - 森山玄 役
  - 『清姫編』 - 安堂現 役（主演）
  - 『金霊編』 - 借間栗男 役
  - 『骨女編』 - 萩原新之丞 役（主演）
- 「武蔵忍法伝 忍者烈風」（TOKYO MX2） - 森竹理一郎 役（ゲスト主演）

### テレビバラエティ
- 「生きるを伝える」（2021年2月20日、テレビ東京）
- 「ノンストップ！」（2020年6月22日、フジテレビ）
- 「爆報THEフライデー」（2019年12月13日、TBS）
- 「がむしゃらッ！！」（2012年 - 2015年） -MC
- 「◯◯中」（2016年 - 2017年） - 鷲見亮との共同MC
- 「◯◯中R」（2017年 - 2021年） - 鷲見亮との共同MC
- 「まるまる印西」(2021年 - ） - 鷲見亮との共同MC
- 「CLASH×CRASH」（WALLOP放送局） - レギュラー
- 「ごちゃ×2 EGG$」（WALLOP放送局） - MC
- 「シネガッチャ」（2016年 - ） - レギュラー
- 「夏樹&翔太の誰トク?!」（2016年 - 、北参道放送局） - MC
- 「Show You」（2018年 - ） - 北村悠との共同MC
- 「音羽七美のサウンドフェザーウェーブ」（北参道放送局）

### ラジオ
- 「間瀬翔太とルウトのラミプロレディオ」（神戸FM MOOV） - MC
- 「間瀬翔太と舞城モアサのラミプロレディオ」（神戸FM MOOV） - MC
- 「じろーくんと間瀬くんのニチゴジどうする！？」（鳥越アズーリ） - MC
- 「森本亜美のマインドスケッチ」（FM熱海 湯河原） - レギュラー
- 「遠藤麻生のマインドスケッチ」（FM熱海 湯河原） - レギュラー
- 「カンパイッ!」（entamedia japan） - MC
- 「ちゃけば」（entamedia japan） - MC
- 「大嶋洋のtommrow is another day」（Tokyo net radio）
- 「略して渋ラジ」（渋谷FM）

### ライブイベント
- 「Tokyo Fashion Collection」（パシフィコ横浜） - i-SPEC feat. 妖狐 役

### ゲーム
- 「パラナイ〜守護騎士 Palladium Knights〜」 - フェリオ・ジョヴァンニ 役
- 「龍が如く6」 - 間瀬翔太 役

### CM
- 「パラナイ〜守護騎士 Palladium Knights〜」
- 「P&G ジレット」

## 楽曲
- 「Fate of Blizzard」（BLIZZARD名義）
- 「スプラッシュ」
- 「適当に」
- 「アイツが来る。」
- 「シアワセノ詩」（友情出演：長井秀和）
- 「April」
- 「Shiny Ray」
- 「Roots」（映画『ピースオブマッドシティ』エンディングテーマ）
- 「Three Tea」（映画『BAD CAMPANY』主題歌）
- 「Butterfly Effect」（ドラマ『家政婦は見た!』エンディングテーマ）
- 「WHITE」（映画『曼邪羅 NotEqual 盂蘭盆』エンディングテーマ）
- 「ツヨサノート」（FM神戸『ラミプロレディオ』オープニングテーマ）

## DVD
- 「SPLASH」（2011年発売、NSY films）
- 「CHRONO」（2012年発売、NSY films）
- 「がむしゃらッ!!」（2012年9月1日発売、NSY films）
- 「珈琲探偵~謎と角砂糖~」（2018年3月30日発売、スパイスビジュアル）
- 「凸撃!! 心霊調査隊 カチコミ 再恐改編集」（2018年5月2日発売、ラミアクリエイト）